# Iso Kontiosaari (ö i Södra Karelen)
Iso Kontiosaari är en ö i Finland. Den ligger i sjön Simpelejärvi och i kommunen Parikkala i den ekonomiska regionen  Imatra ekonomiska region  och landskapet Södra Karelen, i den sydöstra delen av landet, 280 km nordost om huvudstaden Helsingfors. Öns area är 47,1 hektar och dess största längd är 1 kilometer i öst-västlig riktning.